# Myctophum punctatum
Myctophum punctatum es una especie de pez del género Myctophum.

## Descripción
La forma del cuerpo de esta especie es alargada. Los ojos son relativamente grandes, boca terminal, la misma suele sobrepasar ligeramente la parte posterior de los ojos. Presenta además fotóforos en la parte ventral del cuerpo, suele ser de color pardo oscuro (más oscuro en el dorso y el vientre), aunque puede variar a azul, las aletas presentan tonos azules. Generalmente obtiene el color grisáceo cuando pierde la totalidad de la escamas. Mide aproximadamente 11 cm de longitud (4,33 pulgadas).

## Distribución
Se distribuye por la parte del Atlántico oriental, en Mauritana en las coordenadas 15°N-20°N, además en el mar Mediterráneo. También reportado en el Atlántico occidental desde Groenlandia hasta los Estados Unidos, además en el golfo de Liguria y en aguas de la región de Sicilia. Algunos ejemplares se han encontrado varados en el estrecho de Mesina. Especie marina batipelágica y oceanódroma cuyo rango de profundidad es de 0-1000 m.